# Laas (Loiret)
Laas ist eine französische Gemeinde mit 241 Einwohnern (Stand 1. Januar 2022) im Département Loiret in der Region Centre-Val de Loire. Sie gehört zum Kanton Le Malesherbois und zum Arrondissement Pithiviers. 
Nachbargemeinden sind Pithiviers-le-Vieil im Norden, Ascoux im Nordosten, Bouzonville-aux-Bois im Südosten, Mareau-aux-Bois im Südwesten und Escrennes im Westen.

## Bevölkerungsentwicklung
| Jahr      | 1962 | 1968 | 1975 | 1982 | 1990 | 1999 | 2007 | 2018 |
| --------- | ---- | ---- | ---- | ---- | ---- | ---- | ---- | ---- |
| Einwohner | 177  | 166  | 151  | 143  | 154  | 165  | 192  | 234  |